# Кинира
Кинира (грч. Κινύρας) је у грчкој митологији био кипарски краљ, који је пред почетак тројанског рата поклонио Агамемнону скупоцен оклоп од злата и коситра. Према најчешћим предањима, он је био Аполонов или Пафов син, а према Аполодору, он је био Сандаков син.

## Митологија
Красила га је изузетна лепота. Био је Афродитин љубимац и зато му је она подарила велико богатство. Међутим, није волела и његове три кћерке; Орседику, Лаогору и Бресију и по њеној вољи оне су се подавале странцима. Кинира је кћерке добио са Метармом, која му је родила и синове Адониса и Оксипора, а према неким изворима и још једну кћерку Лаодику. Киниру су Одисеј, Менелај и Талтибије позвали у тројански рат и он је обећао да ће послати педесет лађа. Међутим, послао је само једну, а остале је направио од глине. Због ове преваре, Агамемнон је замолио богове да га казне. Њега је према предању и убио бог Аполон када се усудио да се такмичи са њим у свирању, али постоји и прича да се сам убио када је схватио да је водио љубав са својом кћерком Мирном. Ипак, причало се да је дуго живео, сто шездесет година.

## Култ
Сматран је оснивачем Афродитиног култа у Пафу, као и претком Кинирида који су овим култом управљали. У том храму се налазио његов гроб.

## Друге личности
- Енејин савезник у Италији и вођа Лигураца.[5]